# Вероника волосоногая
Вероника волосоногая (лат. Veronica capillipes) — однолетнее травянистое растение, вид рода Вероника (Veronica) семейства Подорожниковые (Plantaginaceae).

## Распространение и экология
Ареал вида охватывает Афганистан, Иран, Пакистан, Таджикистан и Узбекистан.
Произрастает в поясе древесно-кустарниковой растительности, среди камней.

## Ботаническое описание
Стебли высотой 9—18 см, толщиной 0,5—1,25 см, прямые, тонкие, от середины ветвистые.
Листья толстоватые, длиной 5—18 мм, шириной 2,5—6 мм, на коротких черешках. Нижние листья яйцевидные или яйцевидно-продолговатые, по краю едва зазубренно-пильчатые или почти цельнокрайные; верхние — продолговато-ланцетные, по краю пильчато-зубчатые. Прицветные листья длиной 3—5,5 мм, шириной 1—2 мм, ланцетные, острые, цельнокрайные, втрое короче волосистых черешков.
Кисти рыхлые, удлинённые, чаще 15—25 цветковые; цветоножки тонкие, голые, при плодах длиной 1—1,2 см, прямые, отклонённые, потом почти серповидно изогнутые. Чашелистики продолговато-ланцетные, острые, длиной 2—3 мм, шириной 0,6 мм, после цветения длиной до 4 мм и шириной 1—1,25 мм, голые, с одной жилкой; венчик синий или голубой, мелкий, диаметром 3,5—4 мм.
Коробочка превышает чашечку, шириной 4 мм, бурая, с длинными волосками, на верхушке широко выемчатая, продолговато-обратнояйцевидная, с яйцевидными, лопастями, длиной 2,75 мм и шириной 1,25 мм, расходящимися почти под прямым углом.

## Таксономия
Вид Вероника волосоногая входит в род Вероника (Veronica) семейства Подорожниковые (Plantaginaceae) порядка Ясноткоцветные (Lamiales).
|  |                                      |  |                                                             |                                                             |                          |  | ещё 21 семейство (согласно Системе APG II) | ещё 21 семейство (согласно Системе APG II) |                          |  |  |  | ещё от 300 до 500 видов |
|  |                                      |  |                                                             |                                                             |                          |  | ещё 21 семейство (согласно Системе APG II) | ещё 21 семейство (согласно Системе APG II) |                          |  |  |  | ещё от 300 до 500 видов |
|  |                                      |  |                                                             | порядок Ясноткоцветные                                      |                          |  |                                            |                                            | род Вероника             |  |  |  |                         |
|  |                                      |  |                                                             | порядок Ясноткоцветные                                      |                          |  |                                            |                                            | род Вероника             |  |  |  |                         |
|  | отдел Цветковые, или Покрытосеменные |  |                                                             |                                                             | семейство Подорожниковые |  |                                            |                                            | вид Вероника волосоногая |  |  |  |                         |
|  | отдел Цветковые, или Покрытосеменные |  |                                                             |                                                             | семейство Подорожниковые |  |                                            |                                            |                          |  |  |  |                         |
|  |                                      |  | ещё 44 порядка цветковых растений (согласно Системе APG II) | ещё 44 порядка цветковых растений (согласно Системе APG II) |                          |  |                                            | ещё 90 родов                               | ещё 90 родов             |  |  |  |                         |
|  |                                      |  |                                                             | ещё 44 порядка цветковых растений (согласно Системе APG II) |                          |  |                                            |                                            | ещё 90 родов             |  |  |  |                         |